# Joris Gnagnon
Joris Gnagnon (Bondy, Francia, 13 de enero de 1997) es un futbolista francés que juega de defensa.

## Trayectoria

### Clubes
Después de jugar en varios conjuntos durante su juventud, pasó a formar parte de las filas del filial del Stade Rennais en la temporada 2014-15. Para dar el salto al primer equipo durante la temporada 2015-16 y desde entonces ha sido capaz de acumular 79 partidos oficiales (4 goles, 1 asistencia).
El 25 de julio de 2018 el Sevilla F. C. se hizo con sus servicios por 5 temporadas tras el pago de 15 millones de euros. El 26 de agosto de 2019 regresó al Stade Rennais en calidad de cedido hasta final de temporada. En la temporada 2020-21 se quedó en el equipo hispalense debido a que no se le pudo dar salida. Fue inscrito para jugar la Liga pero no la Liga de Campeones de la UEFA. Finalmente solo acabó jugando 29 minutos en la Copa en toda la temporada. En la siguiente temporada, con la Liga ya empezada, fue despedido del club por su exceso de sobrepeso y su indisciplina a la hora de ponerse en forma.
Tras su expulsión del club hispalense, estuvo un tiempo sin equipo hasta que el 21 de enero de 2022 firmó con el A. S. Saint-Étienne para lo que quedaba de temporada. Antes de que esta acabara acordó rescindir su contrato, habiendo jugado únicamente un par de partidos con el filial.

### Selección nacional
El 25 de marzo de 2017 hizo su debut para el equipo de Francia sub-20.
Debido a sus orígenes costamarfileños fue elegido para representar a la selección de Costa de Marfil. Sin embargo, no llegó a debutar para la nación africana y declaró en mayo de 2018 que no descartaba jugar en la selección absoluta francesa.
Posteriormente fue convocado por el equipo del equipo sub-21 de Francia para amistosos contra Suiza e Italia de ese mismo mes.

## Estadísticas
Actualizado al último partido disputado el 13 de febrero de 2022.
| Stade Rennais F. C. "II" Francia | 5.ª           | 2014-15       | 3   | 0 | —    | —    | —    | —    | 3   | 0 |
| Stade Rennais F. C. "II" Francia | 5.ª           | 2015-16       | 13  | 2 | —    | —    | —    | —    | 13  | 2 |
| Stade Rennais F. C. "II" Francia | 4.ª           | 2016-17       | 8   | 1 | —    | —    | —    | —    | 8   | 1 |
| Stade Rennais F. C. "II" Francia | Total club    | Total club    | 24  | 3 | 0    | 0    | 0    | 0    | 24  | 3 |
| Stade Rennais F. C. Francia | 1.ª           | 2015-16       | 7   | 0 | 1    | 0    | —    | —    | 8   | 0 |
| Stade Rennais F. C. Francia | 1.ª           | 2016-17       | 27  | 1 | 3    | 1    | —    | —    | 30  | 2 |
| Stade Rennais F. C. Francia | 1.ª           | 2017-18       | 36  | 2 | 5    | 0    | —    | —    | 41  | 2 |
| Sevilla F. C. · España | 1.ª           | 2018-19       | 7   | 0 | 3    | 0    | 6    | 0    | 16  | 0 |
| Stade Rennais F. C. Francia | 1.ª           | 2019-20       | 19  | 0 | 6    | 0    | 6    | 2    | 31  | 2 |
| Stade Rennais F. C. Francia | Total club    | Total club    | 89  | 3 | 15   | 1    | 6    | 2    | 110 | 6 |
| Sevilla F. C. · España | 1.ª           | 2020-21       | 0   | 0 | 1    | 0    | -(3) | -(3) | 1   | 0 |
| Sevilla F. C. · España | 1.ª           | 2021-22       | 0   | 0 | -(4) | -(4) | -(3) | -(3) | 0   | 0 |
| Sevilla F. C. · España | Total club    | Total club    | 7   | 0 | 4    | 0    | 6    | 0    | 17  | 0 |
| A. S. Saint-Étienne "II" Francia | 5.ª           | 2021-22       | 2   | 0 | ―    | ―    | ―    | ―    | 2   | 0 |
| A. S. Saint-Étienne "II" Francia | Total club    | Total club    | 2   | 0 | 0    | 0    | 0    | 0    | 2   | 0 |
| Total carrera | Total carrera | Total carrera | 122 | 6 | 19   | 1    | 12   | 2    | 153 | 9 |
| (1) Incluye datos de la Copa de Francia, Copa de la Liga de Francia y la Copa del Rey (2) Incluye datos de la Liga Europa de la UEFA (3)No inscrito (4)Expulsado del club antes del comienzo de la competición |               |               |     |   |      |      |      |      |     |   |